# Kuno Waidmann
 Kuno Waidmann  (Tigerfeld, 8. ožujka 1845. – Graz, 4. listopada 1921.), njemački arhitekt historicizma, koji je najveći dio svojeg opusa ostvario u Hrvatskoj (tada Austro-Ugarskoj).

## Životopis

### Djetinjstvo i školovanje
Kuno Waidmann rođen je 1845. u Tigerfeldu u Njemačkoj. Otac mu je bio graditelj Michael Waidmann. U šestoj godini života ostaje bez roditelja nakon čega se seli kod rođaka u Heigerloch. Tijekom šezdesetih godina 19. stoljeća školovao se na Visokoj tehničkoj školi u Stuttgartu gdje je pohađao graditeljski smjer.
Nakon završenog školovanja odlazi u Klagenfurt gdje započinje s arhitektonskom praksom. Jedno je vrijeme radio i za Ugarsku željeznicu za koju projektira kolodvorske zgrade. Nažalost danas nije poznato o kojim je kolodvorima riječ. Prvo poznato Waidmannovo ostvarenje je Zemaljska bolnica u Klagenfurtu.

### Dolazak u Zagreb
Godine 1877. povjerena mu je gradnja bolnice za umobolne u tadašnjem Stenjevcu kraj Zagreba. Zbog toga se s obitelji seli u Zagreb gdje će živjeti i djelovati trideset godina.
Kao arhitekt ostvario je u Zagrebu značajan opus koji će znatno utjecati na razvoj hrvatske arhitekture na prijelazu iz 19. u 20. stoljeće. Iako nije nikada naučio hrvatski jezik, u Zagrebu je bio izuzetno cijenjen kao stručnjak, a u njegovom su atelijeru na početku svoje karijere radili mnogi kasnije poznati hrvatski arhitekti, poput primjerice Lea Hönigsberga i Julija Deutscha, Martina Pilara i Viktora Kovačića. Unatoč što je bio stranac, 1894. godine bio je izabran za potpredsjednika Društva inžinira i arhitekta, a 1898. godine car Franjo Josip nakon posjeta Zagrebu, osobno ga je imenovao za građevinskog savjetnika.
Zanimljivo je da Waidmann dolazi u Zagreb nekako u isto vrijeme kada i Hermann Bollé. Pretpostavlja se da su tada surađivali pri radovima na zagrebačkoj katedrali i izradi projekata za Evangelističku crkvu i općinu (Gundulićeva ulica, 1880.). No zbog razmimoilaženja u stavovima njihova je suradnja naglo prekinuta.
Tijekom tridesetogodišnjeg boravka u Zagrebu Waidmann je realizirao preko pedeset objekata. Nakon dovršetka gradnje bolnice  (1879.) u Zagrebu gradi čitav niz stambenih objekata. Među najranijim su kuće: Živković (1880. – 1881.), Arnold (1880. – 1882.), Bauer (1882.), Weller (1885.) i Prister ( 1885. – 1886.). 
U vrijeme kada su bile izgrađene te su kuće izazivale pravu senzaciju unoseći u zagrebačku arhitekturu jedan posve novi duh njemačkog historicizma. Naime tada je zagrebačka arhitektura oblikovana pod snažnim utjecajem bečkog historicizma. „Njihovim jednostavnim oblicima“, pisat će povjesničarka umjetnosti Đurđica Cvitanović; „uzor je renesansni stil po kojem je građena kompozicija pročelja, a u detaljima se otkriva njemačka renesansa u umjerenoj dekoraciji, u upotrebi opeke kao materijala u prirodnoj boji, u grupiranju arhitektonskih elemenata plitkih rizalita sa zabatima i tornjevima, u nizanju otvora u gustom ritmu s akcentom na profilaciji istaknutih zona.“
U tom duhu Waidmann će projektirati nekoliko gradskih palača među kojima treba istaknuti kuće: Weller (1885.-  1887.), Waidman (1886. – 1887.) i Varga ( 1887.). Osobitu senzaciju tada je izazvala kuća Varga o kojoj je 1887. godine pisao i Obzor: „Ova će kuća biti unikum u našem gradu i arhitektonički specijalitet, kao znamenita gradnja u Zagrebu.“
Stvaralački vrhunac Waidmann će ostvariti realizacijom palače Gavella (1889.) koja će vizualno definirati sjeverno pročelje Trga bana Jelačića. Upravo na palačama Varga i Gavella vidljivo je najbolje Waidmannovo koketiranje s   neobaroknim historicizmom. Tadašnji će zagrebački tisak za palaču Gavella pisati da je građena u „modernom barok – slogu“.
U vrijeme gradnje palače Gavella, Waidmann je boravio u Firenci (1888. – 1889.). Nakon povratka u Zagreb gradi nekoliko palača. Među inim: Blümental (1890.), Pečak (1891.) i Hafner (1892.).
Tijekom svog boravka u Zagrebu Waidmann je izveo i čitavi niz adaptacija ranije građenih objekata, poput primjerice dogradnje iličkog hotela i restauracije „Prukner“ (1886.).
Od 1890. do 1906. godine Waidmann je u Zagrebu imao i nekoliko velikih narudžbi od strane države i industrijalaca. U tom je razdoblju izveo: palaču Društva sv. Jeronima (1890. – 1891.), palaču „Narodnih novina“ (1891.), Mušku učiteljsku školu (1891. – 1892.), bolnicu Milosrdnih sestara (1892.), tvornicu cikorije Frank (1892. – 1893.), palaču Zemaljske naklade školskih knjiga (1893.), Cjepilišni zavod (1895.) te zgradu Nadbiskupskog orfantorija (1895.).
Arhitekt Kuno Waidmann realizirat će i čitav niz zapaženih ostvarenja van Zagreba. U Hrvatskoj su prema njegovim projektima izgrađeni: vojarna u Sisku, Zemaljska bolnica u Šibeniku (1885.), Zemaljska bolnica u Zadru (1885.) i Zemaljska bolnica u Dubrovniku (1888.).
Van Hrvatske projektirao je: ljetnikovac i hotel na Bledu u Sloveniji, Zemaljsku bolnicu u Ljubljani, polikliniku „Umberto I“ u Rimu, Gradsku opću Bolnicu u Berlinu, Zemaljsku bolnicu u Gothenburgu, bolnicu za duševne bolesti u Trstu (1892.) te bolnicu za duševne bolesti u Klagenfurtu.
1906. godine Waidmann se povukao u mirovinu i s obitelji je odselio u Graz. Potpuno je napustio projektiranje, prema Đurđici Cvitanović, „ prateći nove događaje u arhitekturi, no smatrajući da im nije dorastao i da je njegovo vrijeme prošlo“.
Umro je u Grazu 4. listopada 1921. godine od upale pluća. Naknadno su mu posmrtni ostaci bili preneseni u Klagenfurt gdje je pokopan u obiteljskoj grobnici.

## Ostvarenja

### Zagreb
- Bolnica za duševne bolesti, Stenjevec 1877. – 1879.
- Kuća Sejk, Mesnička 17, 1877.
- Kuća Živković, Jurjevska 27, 1880. – 1881.
- Kuća Arnold, Gajeva 22, 1880. – 1882.
- Adaptacija i prigradnja palače Burrati, Katarinski trg 6, 1881. – 1883.
- Kuća Bauer, Preradovićeva 31, 1882.
- Kuća Crnković, Amruševa 1, 1882.
- Kuća Pavić, Preradovićeva 35, 1882.
- Kuća Šenoa, Mesnička 21, 1884.
- Kuća Weller, Đorđićeva 10, 1885.
- Kuća Prister, Gajeva 20, 1885. – 1886.
- Kuća Weller, ugao Đorđićeva 22 – Palmotićeva 28, 1885. – 1887.
- Adaptacija i dogradnja hotela Prukner, Ilica 44, 1886.
- Kuća Waidmann, Prilaz Gjure Deželića 4, 1886. – 1887.
- Kuća Bedeković, Mesnička 27, 1887.
- Kuća Kautz, Gundulićeva 17, 1887. ( Srušena je 1932., na njenom se mjestu danas nalazi uglovna višekatnica arhitekta Slavka Löwya)
- Kuća Varga, Ilica 34 – 36, 1887.
- Kuća Oblak, Dalmatinska 7, 1888.
- Hrvatski učiteljski dom 1888. – 1889.
- Kuća Egersdorfer, Mesnička 31, 1889.
- Kuća Gavella, Trg bana Jelačića 6, 1889.
- Adaptacija stana i prigradnja stubišta, Frankopanska 12, 1889.
- Kuća Blümental, ugao Hatzova 18 – Palmotićeva, 1890.
- Grand- hotel Lavoslava Schwartza, Ilica 6 - (Arhitekti Stjepan Planić i Aleksandar Freudenreich zgradu hotela su naknadno adaptirali za potrebe trgovačke kuće NAMA )
- Palača Društva sv. Jeronima, ugao Trg kralja Tomislava 21 – Hatzova 33, 1890. – 1891.
- Kuća Waidmann, Dalmatinska 5, 1890.
- Palača „Narodnih novina“, ugao Frankopanska 26 – Prilaz Gjure Deželića 2, 1891.
- Kuća Pečak, Prilaz Gjure Deželića 7, 1891.
- Kuća Sibalić, Medulićeva 38, 1891.
- Muška učiteljska škola, Medulićeva 33, 1891. – 1892.
- Dogradnja lođe na vrtnom pročelju kuće Pongratz, Visoka 22, 1892.
- Dogradnja balkona na pročelju kuće Eisner, Zrinjski trg 14, 1892.
- Bolnica Milosrdnih sestara, Ilica 83, 1892.
- Kuća Müller, ugao Prilaz Gjure Deželića 14 – Medulićeva 29, 1892.
- Nadogradnja kuće Paulić, ugao Petrinjska 54 – Šenoina, 1892.
- Adaptacija kuće Rakovac, Markov trg 9, 1892.
- Kuća Hafner, Ante Kovačića 14, 1892.
- Kuća Miletić, Jurjevska 29, 1892.
- Tvornica cikorije g. g. Hinka Francka i sinova, Vodovodna 20, 1892. – 1893.
- Kuća Stepnicku, Gundulićeva 23, 1890. – 1893.
- Kuća Gagliardi, Kačića Miošića, 7, 1893.
- Kuća Waidmann, Ivana Gorana Kovačića 17, 1893.
- Palača Zemaljske naklade školskih knjiga, Roosveltov trg 6, 1893.
- Kuća Weller, Palmotićeva 32/a, 1894.
- Kuća Vranicani Gurlati, rekonstrukcija stubišta, Trg bana Jelačića 2, 1894.
- Kuća Živković, dogradnja dvorišnih krila, Trg bana Jelačića 10, 1894.
- Cjepilišni zavod, Gundulićeva 57, 1895.
- Kuća Kršnjavi, Primorska 8, 1895.
- Nadbiskupski orfantorij, Vlaška 38, 1895.
- Kuća Waidmann, Ivana Gorana Kovačića 11, 1895. – 1896.
- Kuća Waidmann, Ivana Gorana Kovačića 13, 1896. (Prizemni drveni ljetnikovac koji je izgorio krajem pedesetih godina 20. stoljeća, na istom je mjestu izgrađena nova zgrada)
- Kuća Kosovac, Ilica 223, 1896. – 1897.
- „Katoličko djetičko društvo u Zagrebu“, Britanski trg 10, 1897.

### Hrvatska
- Adaptacija orfantorija u Senju
- Zemaljska bolnica u Šibeniku, 1885.
- Zemaljska bolnica u Zadru, 1885.
- Zemaljska bolnica u Dubrovniku, 1888.
- Vojarna u Sisku, oko 1888.
- Mauzolej obitelji Türk, 1892.

### Druge zemlje
- Ljetnikovac i hotel na Bledu, Slovenija
- Zemaljska bolnica u Ljubljani
- Poliklinika „Umberto I“ u Rimu
- Zemaljska bolnica u Judenburgu
- Gradska opća bolnica u Berlinu
- Zemaljska bolnica u Göteborgu
- Opća bolnica u Klagenfurtu
- Bolnica za duševne bolesti u Trstu, 1892.
- Bolnica za duševne bolesti u Mauer- Öhlingu
- Bolnica za duševne bolesti u Gorici
- Starački dom u Gorici
- Opća bolnica u Odesi
- Pučka škola u Bleiburgu
- Bolnica ua duševne bolesti u Klagenfurtu

## Vanjske poveznice
- Waidmann, Kuno Hrvatska tehnička enciklopedija, portal hrvatske tehničke baštine. LZMK